# Enrique Méndez
Enrique Méndez Carrasco (Viña del Mar, 27 de julio de 1917-1999) fue un funcionario y político chileno, que se desempeñó como ministro de Tierras y Colonización de su país, durante el segundo gobierno del presidente Carlos Ibáñez del Campo entre julio y noviembre de 1957.

## Familia y estudios
Nació en la ciudad chilena de Viña del Mar el 26 de julio de 1917, hijo de Carlos Méndez y Elena Carrasco. Realizó sus estudios primarios en el Colegio de los Sagrados Corazones y los secundarios en el Liceo Miguel Luis Amunátegui, ambos en Santiago.
Se casó con Carmen Velasco Guerrero, hija del abogado, periodista e historiador, Fanor Velasco Velásquez; hijo a su vez del periodista, traductor y político, Fanor Velasco Salamó y de Carmela Velásquez Infante (hija a su vez del militar y político José Santiago Velásquez Loayza y de Paula Infante Ibáñez). Con su cónyuge tuvo cuatro hijos: María del Pilar, Carmen Luz (psicóloga), Ana Bernardita (bióloga) y Enrique Rodrigo. Este último, de profesión economista, se casó con la también economista y política Vivianne Blanlot, quien fuera ministra de Defensa Nacional durante el primer gobierno de Michelle Bachelet entre 2006 y 2007.

## Carrera pública
Inició su actividad en la administración pública durante el gobierno del presidente Arturo Alessandri, ingresando en 1933 a la Intendencia de Santiago. Tres años después, se integró a trabajar en la Caja de Crédito Popular. En 1937, ingresó a la Compañía de Tracción Eléctrica de Santiago, siendo destinado como secretario general del Departamento de Tráfico de esa firma.
Bajo la presidencia de Juan Antonio Ríos, en 1945 pasó a la Empresa Nacional de Transportes Colectivos (ENTC). Al año siguiente, viajó a Argentina comisionado por el gobierno de Chile para estudiar la organización de la Corporación de Transportes de Buenos Aires.
En 1948, fue nombrado como jefe del Departamento de Tráfico de la ENTC. En 1952 formó parte de la comisión chilena que fue invitada por la Organización Internacional del Trabajo (OIT) a la 4.ª Conferencia de Transportes realizada en Ginebra, Suiza. Entre 1953 y 1954, ejerció como gerente general de la Caja de Empleados Públicos. Paralelamente, actuó como funcionario del Hipódromo Chile, ocupando los puestos de liquidador de apuestas mutuas y director.
Militante del Partido Agrario Laborista (PAL), con ocasión de la segunda administración del presidente Carlos Ibáñez del Campo, el 9 de julio de 1957 fue nombrado como titular del Ministerio de Tierras y Colonización, función que dejó el 30 de noviembre del mismo año.
Fue socio del Club de La Unión. Falleció en 1999.